# رقم (رياضة)
في الرياضات الجماعية، الرقم، وغالبا ما يشار إلى رقم القميص أو رقم اللاعب، أو ما شابه ذلك، هو رقم يظهر يختص باللاعب يظهر في زيّه الموحد، لتحديد وتمييز كل لاعب عن لاعبين آخرين الذين يرتدون نفس الزي أو ما شابه ذلك. عادة ما يتم عرض الرقم في الجزء الخلفي من القميص، مصحوبًا في الغالب بالإسم أو اللقب. في بعض الأحيان يتم عرضها أيضًا على المقدمة وعلى الأكمام، أو على شورت اللاعب أو على أغطية الرأس. يتم استخدامه لتعريف اللاعب للمسؤولين والحكام واللاعبين الآخرين والهدافين الرسميين وكذلك المشاهدين.
يتتبع الاتحاد الدولي لتاريخ وإحصاءات كرة القدم، وهي منظمة لمؤرخي كرة القدم، أصل الأرقام إلى مباراة كرة قدم أسترالية لعام 1911 في سيدني، على الرغم من وجود دليل فوتوغرافي على استخدام الأرقام في أستراليا في وقت مبكر من مايو 1903 في مباراة فيتروي ضد كولينجوود. كما لعبت مباراة الرجبي النيوزيلندية بالأرقام في 17 يوليو 1897، في بريسبان، أستراليا، كما ورد في بريسبان كورير .